# Playoffs de la NBA
Los Playoffs de la NBA son 4 rondas de competición entre dieciséis equipos repartidos en la Conferencia Oeste y la Conferencia Este. Los ganadores de la Primera ronda (o cuartos de final de conferencia) avanzan a las Semifinales de Conferencia, posteriormente a las Finales de Conferencia y los vencedores a las Finales de la NBA, disputadas entre los campeones de cada conferencia.

## Formato

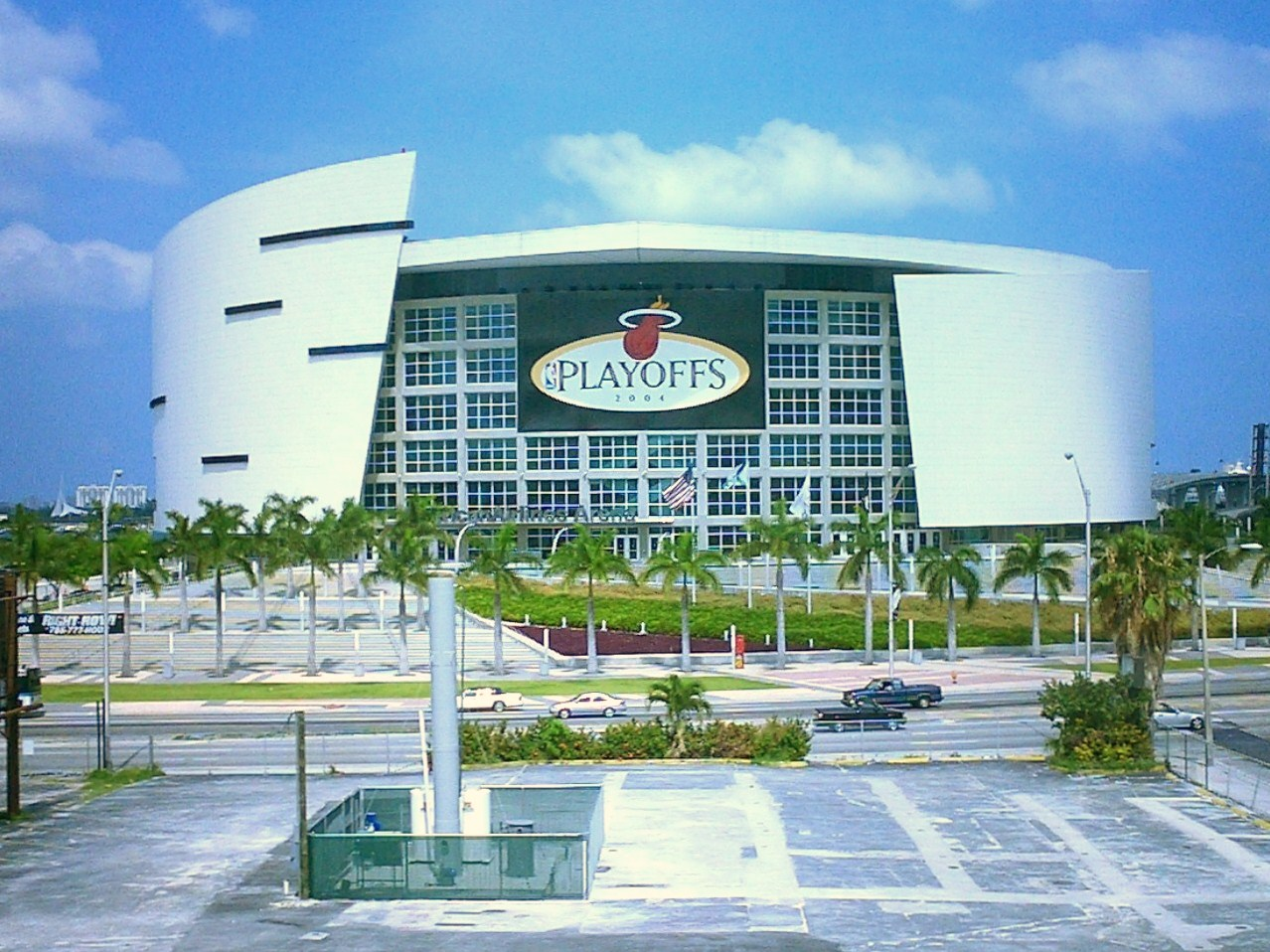
El American Airlines Arena de Miami Heat preparado para un encuentro de playoffs.

Comienzan a finales de abril, con ocho equipos de cada conferencia clasificados. Hasta la temporada 2005-06, los tres primeros puestos de cada conferencia venían determinados por los primeros clasificados en cada división, siguiendo a su vez el balance victorias-derrotas. Esta regla ha generado mucha controversia, ya que se consideraba que algunos equipos con un mal récord tenían la posibilidad de avanzar con relativa facilidad en los playoffs (por ejemplo, si en una división se encuentran los dos mejores récords de la conferencia, el 2.º lugar en cuanto a récord, pasa a ser el 4.º en la tabla de posiciones; así, de avanzar en la primera ronda, sería casi seguro que enfrentara al 1.º lugar, mientras que los lugares 2.º y 3.º de la tabla tienen mejores opciones de avanzar aunque no tengan buenos récords).
Desde la temporada 2019-20, los seis mejores de cada conferencia durante la temporada regular se clasifica automáticamente para PlayOff, mientras que las plazas séptima y octava quedan definidas mediante la eliminatoria Play-In. La ventaja de campo está estrictamente basada en el balance de victorias-derrotas durante la temporada regular, sin respetar a los ganadores de división.
El tener un récord más alto ofrece varias ventajas. Ya que el primer clasificado jugará contra el octavo, el segundo contra el séptimo, el tercero contra el sexto y el cuarto contra el quinto, el tener un mejor balance normalmente quiere decir que te enfrentarás a un equipo más débil. La franquicia con mejor balance tiene la ventaja de campo en cada serie de playoffs, incluida la primera ronda.
Las series de playoffs siguen un formato de competición. Cada eliminatoria es al mejor de siete partidos, avanzando de serie el primero que gane cuatro partidos, mientras que el perdedor es eliminado de los playoffs. En la siguiente ronda, el equipo ganador juega contra otro de su misma conferencia. Así, todos excepto uno son eliminados de los playoffs en cada conferencia. En cada ronda se sigue el modelo 2-2-1-1-1, queriendo decir que el equipo que tenga la ventaja de campo jugará en casa los partidos 1, 2, 5 y 7, mientras que su rival lo hará en los partidos 3, 4 y 6.
En la ronda final, se enfrentan los campeones de cada conferencia al mejor de siete partidos. El primero que consiga vencer en cuatro partidos, se le conocerá como el campeón de la NBA. Se disputa anualmente en junio, y al campeón se le galardona con el Larry O'Brien Championship Trophy. La idea de llamar al trofeo de campeón Larry O'Brien, es en honor al comisionado de la NBA que precedió a David Stern, Larry O'Brien. A cada jugador del equipo victorioso, además del entrenador y el general mánager, se le entrega un anillo de campeón. Además, la liga entrega el premio MVP de las Finales, que normalmente recibe un jugador del equipo ganador, aunque esto no sea una norma. Solo ha habido una excepción hasta la fecha: Jerry West recibió el MVP de las Finales en 1969 (primera temporada en la que se entregaba este premio) a pesar de que los Lakers no ganaron el anillo.

### Historia
- 1947: Los playoffs comenzaron como un torneo a tres eliminatorias; los dos mejores equipos se encontraban en las semifinales (al mejor de tres partidos), mientras que los equipos clasificados en el segundo y tercer puesto de su respectiva división se encontraban en los cuartos de final (a tres partidos). Los ganadores de los cuartos de final disputaban las semifinales. Los ganadores de esta serie se jugaban el campeonato en las Finales de la BAA al mejor de siete partidos.

|  | 1/4 de final | 1/4 de final | 1/4 de final |  |  | Semifinales | Semifinales | Semifinales |  |  | BAA Finales | BAA Finales | BAA Finales |  |
|  | Mejor-de-3   | Mejor-de-3   | Mejor-de-3   |  |  | Mejor-de-3  | Mejor-de-3  | Mejor-de-3  |  |  | Mejor-de-7  | Mejor-de-7  | Mejor-de-7  |  |
|  |              |              |              |  |  |             |             |             |  |  |             |             |             |  |
|  |              |              |              |  |  |             |             |             |  |  |             |             |             |  |
|  | E3           |              |              |  |  |             |             |             |  |  |             |             |             |  |
|  |              |              |              |  |  |             |             |             |  |  |             |             |             |  |
|  | O3           |              |              |  |  |             |             |             |  |  |             |             |             |  |
|  |              | E3           |              |  |  |             |             |             |  |  |             |             |             |  |
|  |              |              |              |  |  |             |             |             |  |  |             |             |             |  |
|  |              |              | E2           |  |  |             |             |             |  |  |             |             |             |  |
|  | O2           |              |              |  |  |             |             |             |  |  |             |             |             |  |
|  |              |              |              |  |  |             |             |             |  |  |             |             |             |  |
|  | E2           |              |              |  |  |             |             |             |  |  |             |             |             |  |
|  |              |              |              |  |  |             | E2          |             |  |  |             |             |             |  |
|  |              |              |              |  |  |             |             |             |  |  |             |             |             |  |
|  |              |              | O1           |  |  |             |             |             |  |  |             |             |             |  |
|  |              |              |              |  |  |             |             |             |  |  |             |             |             |  |
|  |              |              |              |  |  |             |             |             |  |  |             |             |             |  |
|  |              |              |              |  |  |             |             |             |  |  |             |             |             |  |
|  |              | O1           |              |  |  |             |             |             |  |  |             |             |             |  |
|  |              |              |              |  |  |             |             |             |  |  |             |             |             |  |
|  |              |              | E1           |  |  |             |             |             |  |  |             |             |             |  |
|  |              |              |              |  |  |             |             |             |  |  |             |             |             |  |
|  |              |              |              |  |  |             |             |             |  |  |             |             |             |  |
|  |              |              |              |  |  |             |             |             |  |  |             |             |             |  |
|  |              |              |              |  |  |             |             |             |  |  |             |             |             |  |
|  |              |              |              |  |  |             |             |             |  |  |             |             |             |  |

* E= Este O= Oeste
- 1949: Los cuartos de final y semifinales fueron renombrados a Semifinales de División y Finales de División, respectivamente; las Semifinales de División ahora consistían en los 4 primeros equipos de cada división, y se mantenía el formato al mejor de tres partidos.

|  | Semifinales de División | Semifinales de División | Semifinales de División |  |  | Finales de División | Finales de División | Finales de División |  |  | BAA Finales | BAA Finales | BAA Finales |  |
|  | Mejor-de-3              | Mejor-de-3              | Mejor-de-3              |  |  | Mejor-de-3          | Mejor-de-3          | Mejor-de-3          |  |  | Mejor-de-7  | Mejor-de-7  | Mejor-de-7  |  |
|  |                         |                         |                         |  |  |                     |                     |                     |  |  |             |             |             |  |
|  |                         |                         |                         |  |  |                     |                     |                     |  |  |             |             |             |  |
|  | E1                      |                         |                         |  |  |                     |                     |                     |  |  |             |             |             |  |
|  |                         |                         |                         |  |  |                     |                     |                     |  |  |             |             |             |  |
|  | E4                      |                         |                         |  |  |                     |                     |                     |  |  |             |             |             |  |
|  |                         |                         |                         |  |  |                     |                     |                     |  |  |             |             |             |  |
|  | División Este           |                         |                         |  |  |                     |                     |                     |  |  |             |             |             |  |
|  |                         |                         |                         |  |  |                     |                     |                     |  |  |             |             |             |  |
|  | E2                      |                         |                         |  |  |                     |                     |                     |  |  |             |             |             |  |
|  |                         |                         |                         |  |  |                     |                     |                     |  |  |             |             |             |  |
|  | E3                      |                         |                         |  |  |                     |                     |                     |  |  |             |             |             |  |
|  |                         |                         |                         |  |  |                     |                     |                     |  |  |             |             |             |  |
|  |                         |                         |                         |  |  |                     |                     |                     |  |  |             |             |             |  |
|  |                         |                         |                         |  |  |                     |                     |                     |  |  |             |             |             |  |
|  | O1                      |                         |                         |  |  |                     |                     |                     |  |  |             |             |             |  |
|  |                         |                         |                         |  |  |                     |                     |                     |  |  |             |             |             |  |
|  | O4                      |                         |                         |  |  |                     |                     |                     |  |  |             |             |             |  |
|  |                         |                         |                         |  |  |                     |                     |                     |  |  |             |             |             |  |
|  | División Oeste          |                         |                         |  |  |                     |                     |                     |  |  |             |             |             |  |
|  |                         |                         |                         |  |  |                     |                     |                     |  |  |             |             |             |  |
|  | O2                      |                         |                         |  |  |                     |                     |                     |  |  |             |             |             |  |
|  |                         |                         |                         |  |  |                     |                     |                     |  |  |             |             |             |  |
|  | O3                      |                         |                         |  |  |                     |                     |                     |  |  |             |             |             |  |
|  |                         |                         |                         |  |  |                     |                     |                     |  |  |             |             |             |  |
|  |                         |                         |                         |  |  |                     |                     |                     |  |  |             |             |             |  |

Formato actual
|  | 1.ª ronda de PlayOffs Mejor de 7 | 1.ª ronda de PlayOffs Mejor de 7 | 1.ª ronda de PlayOffs Mejor de 7 |  |  | Semifinales de Conferencia Mejor de 7 | Semifinales de Conferencia Mejor de 7 | Semifinales de Conferencia Mejor de 7 |  |  | Finales de Conferencia Mejor de 7 | Finales de Conferencia Mejor de 7 | Finales de Conferencia Mejor de 7 |  |  | Final de la NBA Mejor de 7 | Final de la NBA Mejor de 7 | Final de la NBA Mejor de 7 |  |
|  |                                  |                                  |                                  |  |  |                                       |                                       |                                       |  |  |                                   |                                   |                                   |  |  |                            |                            |                            |  |
|  |                                  |                                  |                                  |  |  |                                       |                                       |                                       |  |  |                                   |                                   |                                   |  |  |                            |                            |                            |  |
|  |                                  |                                  |                                  |  |  |                                       |                                       |                                       |  |  |                                   |                                   |                                   |  |  |                            |                            |                            |  |
|  |                                  |                                  |                                  |  |  |                                       |                                       |                                       |  |  |                                   |                                   |                                   |  |  |                            |                            |                            |  |
|  |                                  |                                  |                                  |  |  |                                       |                                       |                                       |  |  |                                   |                                   |                                   |  |  |                            |                            |                            |  |
|  |                                  |                                  |                                  |  |  |                                       |                                       |                                       |  |  |                                   |                                   |                                   |  |  |                            |                            |                            |  |
|  |                                  |                                  |                                  |  |  |                                       |                                       |                                       |  |  |                                   |                                   |                                   |  |  |                            |                            |                            |  |
|  |                                  |                                  |                                  |  |  |                                       |                                       |                                       |  |  |                                   |                                   |                                   |  |  |                            |                            |                            |  |
|  |                                  |                                  |                                  |  |  |                                       |                                       |                                       |  |  |                                   |                                   |                                   |  |  |                            |                            |                            |  |
|  |                                  |                                  |                                  |  |  |                                       |                                       |                                       |  |  |                                   |                                   |                                   |  |  |                            |                            |                            |  |
|  |                                  |                                  |                                  |  |  |                                       |                                       |                                       |  |  |                                   |                                   |                                   |  |  |                            |                            |                            |  |
|  |                                  |                                  |                                  |  |  |                                       |                                       |                                       |  |  |                                   |                                   |                                   |  |  |                            |                            |                            |  |
|  | Conferencia Este                 |                                  |                                  |  |  |                                       |                                       |                                       |  |  |                                   |                                   |                                   |  |  |                            |                            |                            |  |
|  |                                  |                                  |                                  |  |  |                                       |                                       |                                       |  |  |                                   |                                   |                                   |  |  |                            |                            |                            |  |
|  |                                  |                                  |                                  |  |  |                                       |                                       |                                       |  |  |                                   |                                   |                                   |  |  |                            |                            |                            |  |
|  |                                  |                                  |                                  |  |  |                                       |                                       |                                       |  |  |                                   |                                   |                                   |  |  |                            |                            |                            |  |
|  |                                  |                                  |                                  |  |  |                                       |                                       |                                       |  |  |                                   |                                   |                                   |  |  |                            |                            |                            |  |
|  |                                  |                                  |                                  |  |  |                                       |                                       |                                       |  |  |                                   |                                   |                                   |  |  |                            |                            |                            |  |
|  |                                  |                                  |                                  |  |  |                                       |                                       |                                       |  |  |                                   |                                   |                                   |  |  |                            |                            |                            |  |
|  |                                  |                                  |                                  |  |  |                                       |                                       |                                       |  |  |                                   |                                   |                                   |  |  |                            |                            |                            |  |
|  |                                  |                                  |                                  |  |  |                                       |                                       |                                       |  |  |                                   |                                   |                                   |  |  |                            |                            |                            |  |
|  |                                  |                                  |                                  |  |  |                                       |                                       |                                       |  |  |                                   |                                   |                                   |  |  |                            |                            |                            |  |
|  |                                  |                                  |                                  |  |  |                                       |                                       |                                       |  |  |                                   |                                   |                                   |  |  |                            |                            |                            |  |
|  |                                  |                                  |                                  |  |  |                                       |                                       |                                       |  |  |                                   |                                   |                                   |  |  |                            |                            |                            |  |
|  |                                  |                                  |                                  |  |  |                                       |                                       |                                       |  |  |                                   |                                   |                                   |  |  |                            |                            |                            |  |
|  |                                  |                                  |                                  |  |  |                                       |                                       |                                       |  |  |                                   |                                   |                                   |  |  |                            |                            |                            |  |
|  |                                  |                                  |                                  |  |  |                                       |                                       |                                       |  |  |                                   |                                   |                                   |  |  |                            |                            |                            |  |
|  |                                  |                                  |                                  |  |  |                                       |                                       |                                       |  |  |                                   |                                   |                                   |  |  |                            |                            |                            |  |
|  |                                  |                                  |                                  |  |  |                                       |                                       |                                       |  |  |                                   |                                   |                                   |  |  |                            |                            |                            |  |
|  |                                  |                                  |                                  |  |  |                                       |                                       |                                       |  |  |                                   |                                   |                                   |  |  |                            |                            |                            |  |
|  |                                  |                                  |                                  |  |  |                                       |                                       |                                       |  |  |                                   |                                   |                                   |  |  |                            |                            |                            |  |
|  |                                  |                                  |                                  |  |  |                                       |                                       |                                       |  |  |                                   |                                   |                                   |  |  |                            |                            |                            |  |
|  |                                  |                                  |                                  |  |  |                                       |                                       |                                       |  |  |                                   |                                   |                                   |  |  |                            |                            |                            |  |
|  |                                  |                                  |                                  |  |  |                                       |                                       |                                       |  |  |                                   |                                   |                                   |  |  |                            |                            |                            |  |
|  |                                  |                                  |                                  |  |  |                                       |                                       |                                       |  |  |                                   |                                   |                                   |  |  |                            |                            |                            |  |
|  |                                  |                                  |                                  |  |  |                                       |                                       |                                       |  |  |                                   |                                   |                                   |  |  |                            |                            |                            |  |
|  | Conferencia Oeste                |                                  |                                  |  |  |                                       |                                       |                                       |  |  |                                   |                                   |                                   |  |  |                            |                            |                            |  |
|  |                                  |                                  |                                  |  |  |                                       |                                       |                                       |  |  |                                   |                                   |                                   |  |  |                            |                            |                            |  |
|  |                                  |                                  |                                  |  |  |                                       |                                       |                                       |  |  |                                   |                                   |                                   |  |  |                            |                            |                            |  |
|  |                                  |                                  |                                  |  |  |                                       |                                       |                                       |  |  |                                   |                                   |                                   |  |  |                            |                            |                            |  |
|  |                                  |                                  |                                  |  |  |                                       |                                       |                                       |  |  |                                   |                                   |                                   |  |  |                            |                            |                            |  |
|  |                                  |                                  |                                  |  |  |                                       |                                       |                                       |  |  |                                   |                                   |                                   |  |  |                            |                            |                            |  |
|  |                                  |                                  |                                  |  |  |                                       |                                       |                                       |  |  |                                   |                                   |                                   |  |  |                            |                            |                            |  |
|  |                                  |                                  |                                  |  |  |                                       |                                       |                                       |  |  |                                   |                                   |                                   |  |  |                            |                            |                            |  |
|  |                                  |                                  |                                  |  |  |                                       |                                       |                                       |  |  |                                   |                                   |                                   |  |  |                            |                            |                            |  |
|  |                                  |                                  |                                  |  |  |                                       |                                       |                                       |  |  |                                   |                                   |                                   |  |  |                            |                            |                            |  |
|  |                                  |                                  |                                  |  |  |                                       |                                       |                                       |  |  |                                   |                                   |                                   |  |  |                            |                            |                            |  |
|  |                                  |                                  |                                  |  |  |                                       |                                       |                                       |  |  |                                   |                                   |                                   |  |  |                            |                            |                            |  |
|  |                                  |                                  |                                  |  |  |                                       |                                       |                                       |  |  |                                   |                                   |                                   |  |  |                            |                            |                            |  |

* E= Este O= Oeste

## Modelos
| Periodo       | Equipos | PR | SMC | FC | Fin | Cambios |
| ------------- | ------- | -- | --- | -- | --- | --- |
| 1950          | 12      | 3  | 3   | 3  | 7   | La BAA se renombra a NBA y se crean 3 divisiones. Los 12 equipos juegos los playoffs, con tres rondas al mejor de 3 y las finales al mejor de 7 partidos. |
| 1951-1953     | 8       | -  | 3   | 5  | 7   | Los equipos con los 4 mejores puestos de cada división en temporada regular disputarán los playoffs. Las finales de división se extienden a 5 partidos. |
| 1954          | 6       | -  | -   | 3  | 7   | Se redujeron los equipos a 6, clasificándose los 3 mejores de cada división en temporada regular a unas semifinales 'round robin' donde los dos mejores pasarán a las finales de división. |
| 1955-1957     | 6       | -  | 3   | 5  | 7   | Los equipos con los 3 mejores puestos de cada división en temporada regular disputarán los playoffs. Se añaden unas semifinales al mejor de tres, donde los ganadores se enfrentarán a los mejores de cada división en la final de división al mejor de 5 partidos.                                                           |
| 1958-1960     | 6       | -  | 5   | 7  | 7   | Las finales de división se extienden a 7 partidos. |
| 1961-1966     | 6       | -  | 5   | 7  | 7   | La semifinales de división se extienden a 5 partidos. |
| 1967          | 8       | -  | 5   | 7  | 7   | Los equipos con los 4 mejores puestos de cada división en temporada regular disputarán los playoffs. |
| 1968-1970     | 8       | -  | 7   | 7  | 7   | La semifinales de división se extienden a 7 partidos. |
| 1971-1972     | 8       | -  | 7   | 7  | 7   | Se crean las conferencias. |
| 1973-1974     | 8       | -  | 7   | 7  | 7   | Los equipos con los 4 mejores puestos de cada conferencia en temporada regular disputarán los playoffs (sin tener en cuenta la clasificación dentro de su división). |
| 1975-1976     | 10      | 3  | 7   | 7  | 7   | Se amplia el número de equipos a 10. Se incluye una primera ronda, con los equipos clasificados en los puesto 4 y 5 de cada conferencia. |
| 1977-1983     | 12      | 3  | 7   | 7  | 7   | Se amplia el número de equipos a 12. La primera ronda la jugarán los equipos del puesto 3 al 6, mientras que el 1 y el 2 jugarán semifinales de conferencia directamente. |
| 1984-2002     | 16      | 5  | 7   | 7  | 7   | Se amplia el número de equipos a 16, y todos los equipos jugarán primera ronda que se extiende a 5 partidos. |
| 2003-2004     | 16      | 7  | 7   | 7  | 7   | La primera ronda se extiende a 7 partidos. |
| 2005-2006     | 16      | 7  | 7   | 7  | 7   | Los campeones de división (3 por conferencia) tendrán garantizado un puesto entre los 3 mejores. |
| 2007-2015     | 16      | 7  | 7   | 7  | 7   | Los campeones de división (3 por conferencia) tendrán garantizado un puesto entre los 4 mejores. Y el mejor récord de conferencia, tendrá asegurado el segundo puesto. |
| 2016-2019     | 16      | 7  | 7   | 7  | 7   | Los equipos con los 8 mejores puestos de cada conferencia en temporada regular disputarán los playoffs (sin tener en cuenta la clasificación dentro de su división). |
| 2020-presente | 16      | 7  | 7   | 7  | 7   | Los equipos con los 6 mejores puestos de cada conferencia en temporada regular disputarán los playoffs (sin tener en cuenta la clasificación dentro de su división). Los clasificados del puesto 7.º al 10.º de cada conferencia, disputarán la eliminatoria 'Play-In' que otorgará las plazas 7.ª y 8.ª de cada conferencia. |